# James Halliwell-Phillipps

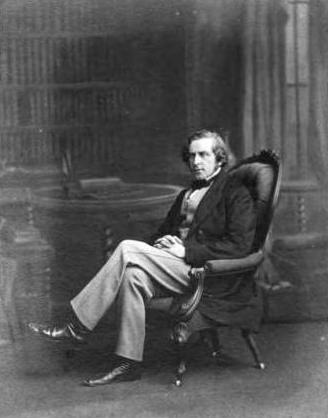
James Halliwell-Phillipps (1863).

James Orchard Halliwell-Phillipps, född den 21 juni 1820 i Chelsea, London, död den 3 januari 1889 i Brighton, var en engelsk litteraturhistoriker.
Halliwell utgav 1839 Mandevilles reseskildring och ägnade sig sedan åt litteraturhistorisk verksamhet, särskilt Shakespearefilologin. Av hans många verk kan nämnas A dictionary of archaic and provincial words (1844–1846; många upplagor), Life of Shakespeare (1847; senare upplagor under titeln Outlines of the life of Shakespeare), Popular rhymes and nursery tales (1849), A descriptive calendar of the records of Stratford-on-Avon (1846), An account of the New Place (samma år) och Illustrations of the life of Shakespeare (1874). Han redigerade även en folioupplaga av Shakespeares samlade arbeten (1852–1865) och utgav flera faksimiler.